# 谢里赛
谢里赛（法語：Chérisay，法語發音：[ʃeʁizɛ]）是法国萨尔特省的一个市镇，属于马梅尔斯区。

## 地理
谢里赛（48°21'18"N, 0°6'45"E）面积7.99 平方千米，位于法国卢瓦尔河地区大区萨尔特省，该省份为法国西北部内陆省份，北起顺时针与奥恩省、厄尔-卢瓦省、卢瓦-谢尔省、安德尔-卢瓦尔省、曼恩-卢瓦尔省和马耶讷省接壤，是法国大西部的入口，连接卢瓦尔河谷、布列塔尼和巴黎盆地。
与谢里赛接壤的市镇（或旧市镇、城区）包括：尚弗勒尔、昂西讷、贝通、鲁瓦堡、菲耶、鲁埃塞方丹。

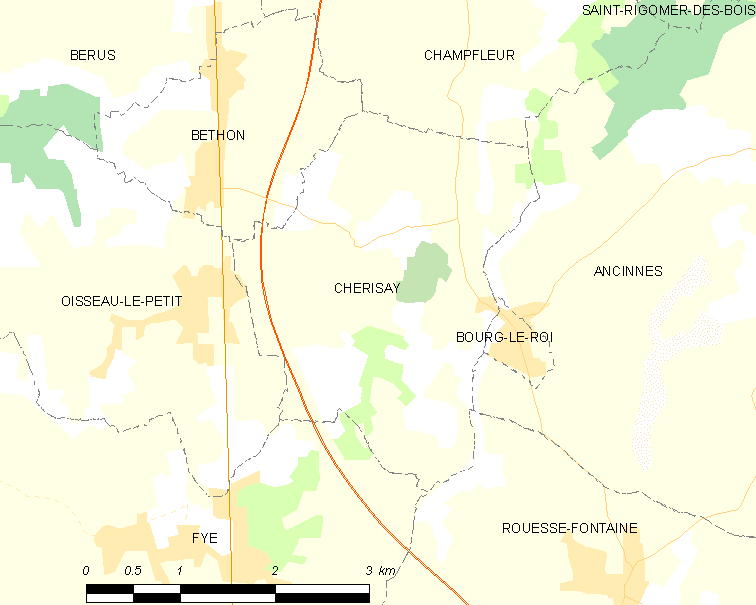
谢里赛的OSM定位图

谢里赛的时区为UTC+01:00、UTC+02:00（夏令时）。

## 行政
谢里赛的邮政编码为72610，INSEE市镇编码为72079。

## 政治
谢里赛所属的省级选区为锡耶勒纪尧姆县。

## 人口

1962-2008年间谢里赛人口变化图示

谢里赛于2022年1月1日时的人口数量为308人。